# August Freiherr von Korff
August Freiherr von Korff (* 9. September 1880 in Füchtorf; † 11. November 1959 Füchtorf) war ein deutscher Kommunalpolitiker und ehrenamtlicher Landrat. 

## Leben und Beruf
Nach dem Schulbesuch absolvierte Korff ein Studium der Rechtswissenschaften an den Universitäten Grenoble, München und Münster. Dem Studium schlossen sich das erste und zweite juristische Staatsexamen an. Von Korff war als Forst- und Landwirt tätig. Er war verheiratet und hatte zwei Kinder.
Vom 1. Oktober 1910 bis zum 6. November 1919 war von Korff Ehrenamtmann des Amtes Sassenberg. Dem Kreistag des damaligen Landkreises Warendorf gehörte er von 1915 bis 1921 und der Kreischausseebaukommission von 1919 bis 1921 an.
Nach dem Zweiten Weltkrieg war er 1946 erneut Mitglied des Kreistages und vom 1. April 1946 bis zum 9. Juli 1946 Landrat des Landkreises Warendorf. 

## Sonstiges
Von Korff war Mitglied des Souveränen Malteserritterordens. Er lebte auf Schloss Harkotten.